# جافن هود
جافن هود (بالإنجليزية: Gavin Hood)‏ هو كاتب سيناريو ومخرج وممثل جنوب أفريقي، ولد في 12 مايو 1963 بجوهانسبرغ في جنوب أفريقيا.

## أعمال

### أفلام
- (2005) تسوتسي[4]
- (2007) ترحيل[5]
- (2009)  وولفرين[6][7][8][9]
- (2013) لعبة إندر
- (2015) عين في السماء[10]

## وصلات خارجية
- جافن هود على موقع IMDb (الإنجليزية)
- جافن هود على موقع ميتاكريتيك (الإنجليزية)
- جافن هود على موقع روتن توميتوز (الإنجليزية)
- جافن هود على موقع ألو سيني (الفرنسية)
- جافن هود على موقع أول موفي (الإنجليزية)
- جافن هود على موقع قاعدة بيانات الأفلام السويدية (السويدية)
- جافن هود على موقع قاعدة بيانات الفيلم (الإنجليزية)
- جافن هود على موقع كينوبويسك (الروسية)